# بيرسي تشابمان
بيرسي تشابمان (بالإنجليزية: Percy Chapman) (و. 1900 – 1961 م) هو لاعب كريكت من المملكة المتحدة، والمملكة المتحدة لبريطانيا العظمى وأيرلندا، ولد في ريدنغ، توفي في ألتون ‏، عن عمر يناهز 61 عاماً.

## التعليم
تعلم في كلية بمبروك ‏، وتعلم في Uppingham School ‏
.

## جوائز
حصل على جوائز منها:
لاعب كريكت ويسدن للسنة ‏